# Matko Laginja
Matko Laginja (Klana, 10. kolovoza 1852. – Zagreb, 18. ožujka 1930.) bio je hrvatski pravnik i političar. Tijekom 1920. vršio je dužnost hrvatskog bana.

## Životopis
Doktorirao je pravo u Grazu. U mladosti prihvaća politički program Ante Starčevića te s Vjekoslavom Spinčićem i Matkom Mandićem osniva u Istri Stranku prava te unosi izrazitije oblike hrvatske nacionalne ideje i oštriji nastup prema talijanskom nacionalizmu u političkom životu Istre. "Otac Istre" tri se desetljeća bori za njezin preporod, što nastavlja i u Zagrebu, osobito kao hrvatski ban. Od 1900. do 1915. bio je odvjetnik u Puli, a od 1915. u Zagrebu. Jedan je od vođa hrvatskog narodnog pokreta u Istri i član Istarskog pokrajinskog sabora od 1883. do 1914. godine. Djeluje u upravi "Družbe sv. Ćirila i Metoda za Istru", udruge koja je osiguravala osnivanje i financiranje hrvatskih škola u vrijeme kada su njihovo djelovanje opstruirale lokalne civilne vlasti pod kontrolom Talijana. Jedno vrijeme bio je i poslanik u Carevinskom vijeću u Beču, zatim predsjednik Starčevićeve stranke prava. 
Organizirana na zadružnim načelima na temelju zakona iz 1884. godine. 1. listopada 1891. godine pokrenuo i vodio Istarsku posujilnicu, hrvatsku štedno-kreditnu ustanovu na osnovi zadrugarstva koja je pomagala pomagala seljacima doći do povoljnijih kredita za otplatu dugova, te da bi došli do strojeva i drugih alata potrebnih za obradu zemlje i druge gospodarske djelatnosti.
1917. godine je bio pobornikom Svibanjske deklaracije kojom se je zahtijevalo ujedinjenje Hrvata, Slovenaca i Srba s područja Austro-Ugarske. U to vrijeme je u Zagrebu se bavio rješavanjem problema istarskih emigranata. Za prevrata u jeseni 1918. (31. listopada). Narodno vijeće Države Slovenaca, Hrvata i Srba ga imenuje na mjesto povjerenika za Istru. Laginju nije pokolebao postupak Vlade Kraljevine SHS koja je pola godine poslije (10. travnja 1919.) ukinula to povjereništvo, nego se i dalje bavio istarskim pitanjem. 1919. i 1920. godine je zajedno s trojicom predstavnika zastupao Istru u Privremenom narodnom predstavništvu Kraljevine SHS. 1920. godine je sudjelovao kad se Kraljevina SHS razgraničavala s Italijom. Kasnije je bio predsjedavao Savjetodavnim odborom za rješavanje riječkog pitanja koje je bilo pri beogradskoj vladi, no ondje nije imao nikakvi utjecaj.
Od veljače do prosinca 1920. Laginja je ban Hrvatske i Slavonije, bez veće stvarne vlasti. Kralj ga je otpustio 31. prosinca 1920. jer nije zabranio veliku skupštinu Stjepana Radića i HRSS-a. Izabran je u Ustavotvornu skupštinu, koju 1. lipnja 1921. napušta s još desetoricom članova uz protucentralističku i federalističku izjavu. Nakon toga povlači se iz javnoga života.
U njegovom je uredu kao vježbenik jedno vrijeme radio poznati hrvatski domoljub dr Ivan Cukon.
Pisao je za tršćansku Našu slogu i zadarsko Pravo.

## Počasti
- Bio je nositelj reda Sv. Save I. stupnja sa lentom i Karađorđeve zvijezde IV. stupnja.[5]

- Istarski pjesnik Rikard Katalinić-Jeretov napisao je o njemu pjesmu pod naslovom „Nad grobom oca Istre”.[6]

- Njegovo ime nosio je fond za gradnju Istarskoga doma u Zagrebu.[7]

## Djela
- Hrvatske narodne pjesme, što se pjevaju po Istri i Kvarnerskih otoci, Naša sloga, 1880. (urednik)
- Kastavski ustav (1400–1661), Pravo, 1873./74.
- Kastav grad i općina, 1883.
- Österreich und die kroatische Frage, 1883.

## Također pogledajte
- Hrvatski narodni preporod u Istri
- pravaštvo u Istri
- Hrvatsko-slovenska narodna stranka

### Članci
- Šetić, Nevio. 2011. Životni kraj Matka Laginje i posmrtne počasti koje su mu iskazane 1930. godine. Kroatologija. Sveučilište u Zagrebu – Fakultet hrvatskih studija. Zagreb. 2 (2): 161–174